# Islas Vírgenes de los Estados Unidos en los Juegos Paralímpicos de Londres 2012
Las Islas Vírgenes de los Estados Unidos estuvieron representadas en los Juegos Paralímpicos de Londres 2012 por una deportista femenina. El equipo paralímpico no obtuvo ninguna medalla en estos Juegos.